# 斯特伊芬贝赫站
斯特伊芬贝赫站（Stuyvenbergh）是布鲁塞尔地铁6号线的车站，位于比利时布鲁塞尔首都大区布鲁塞尔城拉肯片区。

## 名称
该站得名于附近的斯特伊芬贝赫城堡，其为比利时王室居所。